# Gerhard Gemke

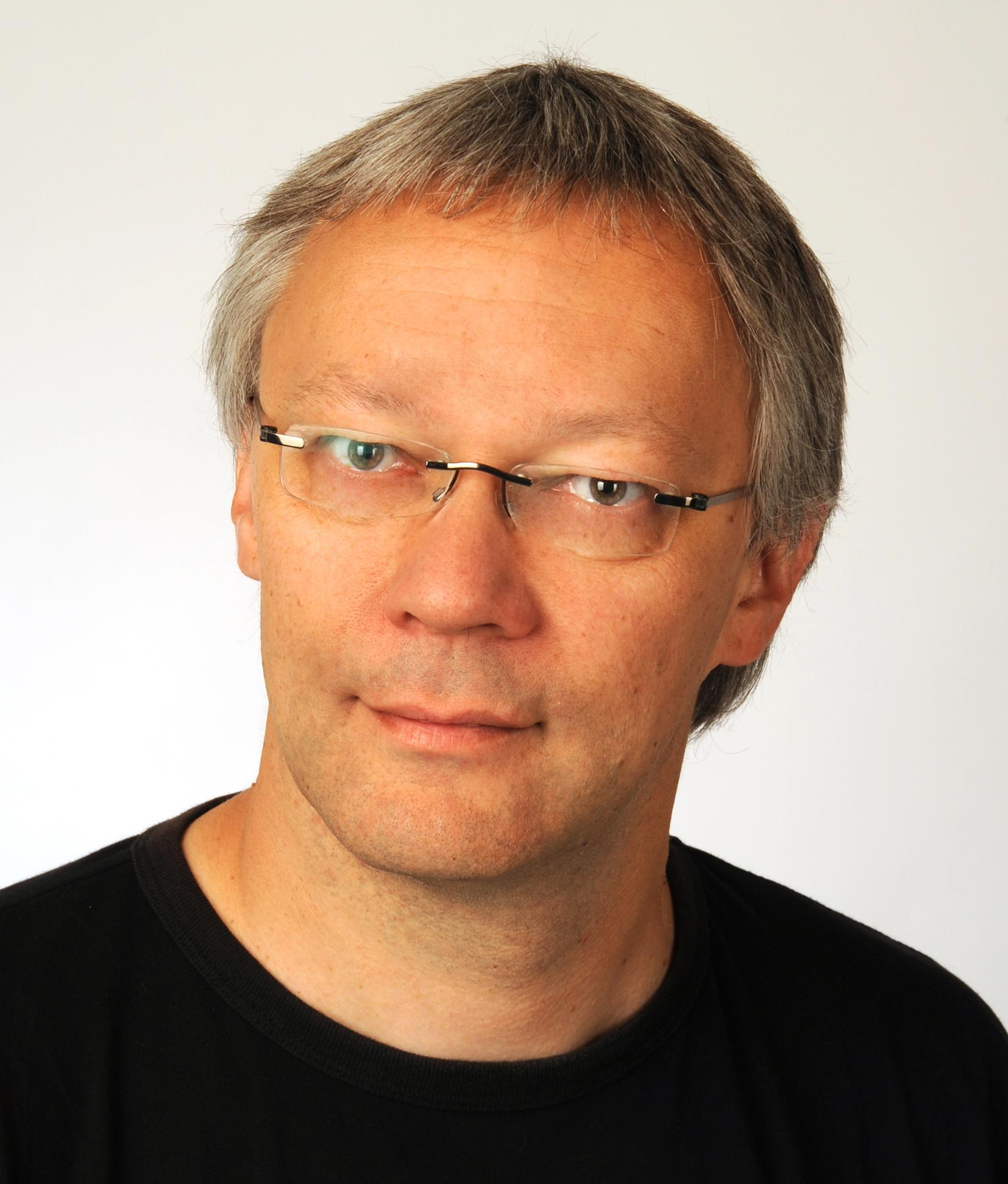
Gerhard Gemke

Gerhard Gemke (* 5. Januar 1962 in Paderborn) ist ein deutscher Musiker und Autor. 

## Leben
Gemke studierte Klavier und Flöte an der Musikhochschule Detmold. Während des Studiums war er als Theatermusiker, Komponist, Kabarettist und Klavierbegleiter tätig. Er arbeitet als Musiker und Komponist in verschiedenen freien Produktionen, unterrichtet Klavier an der Städtischen Musikschule Paderborn und schreibt Bücher für Kinder, Jugendliche und Erwachsene.
Neben Kompositionen für das Klavier und andere Besetzungen sowie Kurzgeschichten und Liedertexten entstanden Bresel-Krimis für Jugendliche ab 11 Jahren. Deren zweiter Band Der falsche Orden war ein Buchtipp des Bayerischen Lehrer- und Lehrerinnen-Verbandes (BLLV) als „besonders empfehlenswert“ für die Schullektüre in der 7. und 8. Klasse. 2015 erschien Goodbye Ruby Tuesday, ein Krimi für Erwachsene, den Gerhard Gemke unter dem Pseudonym T.S. Freytag veröffentlichte.

## Bücher
- Die hohle Schlange, das Labyrinth und die schrecklichen Mönche von Bresel. Ueberreuter 2008, ISBN 978-3-8000-5375-9
- Der falsche Orden. Ueberreuter 2009, ISBN 978-3-8000-5488-6
- Goodbye Ruby Tuesday. Edition 211 im Bookspot-Verlag 2015, ISBN 978-3-95669-036-5